# Radislav Orlovski
Radislav Orlovski (en biélorusse : Радзiслаў Арлоўскі, en russe : Радислав Орловский), né le 9 mars 1970 à Krasnodar en Russie, est un footballeur international biélorusse, devenu entraîneur à l'issue de sa carrière, qui évoluait au poste de milieu de terrain.

## Biographie

### Carrière de joueur
Radislav Orlovski dispute deux matchs en Coupe de l'UEFA, et 5 matchs en Coupe Intertoto.

### Carrière internationale
Radislav Orlovski compte 26 sélections et 2 buts avec l'équipe de Biélorussie entre 1992 et 2000. 
Il est convoqué pour la première fois par le sélectionneur national Mikhaïl Vergeyenko pour un match amical contre l'Ukraine le 28 octobre 1992 (1-1). Par la suite, le 30 janvier 1993, il inscrit son premier but en sélection contre le Pérou, lors d'un match amical (1-1). Il reçoit sa dernière sélection le 7 octobre 2000 contre la Pologne (défaite 3-1).

## Palmarès
- Avec le Dynamo Minsk
  - Champion de Biélorussie en 1992, 1993, 1994 et 1995
  - Vainqueur de la Coupe de Biélorussie en 1992 et 1994